# باد لیک (نیوجرسی)
باد لیک (به انگلیسی: Budd Lake) یک منطقهٔ مسکونی در ایالات متحده آمریکا است که در ماونت اولیو، نیوجرسی واقع شده‌است. باد لیک ۱۶٫۶۴۰ کیلومتر مربع مساحت و ۸٬۹۶۸ نفر جمعیت دارد و ۲۸۳ متر بالاتر از سطح دریا واقع شده‌است.